# キッドゥーシュ
キッドゥーシュ（kiddush, ヘブライ語: קידוש qiddūš）はヘブライ語で、安息日・祝祭日を聖化して迎えるために、夕食前に行う祈りの儀式と、祈りの言葉。